# Scordato
Scordato è un film del 2023 diretto da Rocco Papaleo. 
Tra gli interpreti vi sono lo stesso Papaleo e Giorgia al suo esordio come attrice.

## Trama
Orlando è un accordatore di pianoforti che vive a Salerno. Freddo e cinico, la sua vita, già tormentata da un mal di schiena per via del suo lavoro, cambia quando incontra Olga, una fisioterapista che gli diagnostica una contrattura "emotiva" e gli chiede di portarle una sua foto da giovane, così che lei possa aiutarlo. L'insolita richiesta spingerà Orlando a mettersi in viaggio nel suo paese d'origine, Lauria, da cui è scappato tentando di dimenticare il suo passato. Durante il viaggio viene accompagnato da una figura che lo perseguita da tempo, ovvero sé stesso da giovane con cui solo lui può interagire, e che cerca di spronarlo a tornare la persona gioviale di una volta e ad affrontare la realtà. Nel suo paese, Orlando rivive quasi come uno spettatore gli eventi della sua vita che lo hanno reso l'uomo "contratto" che è oggi, nonché il clima di rassegnazione e indifferenza che continua ad affliggere la sua terra.

## Produzione
Il film è stato girato per sei settimane in Basilicata, principalmente a Lauria e Maratea; altri luoghi di ripresa sono Trecchina, la diga di Monte Cotugno a Senise (in cui è stato filmato l'epilogo) e il comune calabrese di Tortora. Le scene iniziali sono state girate a Salerno, in Campania.

## Distribuzione
Il film ha inaugurato la sezione competitiva ItaliaFilmFest della quattordicesima edizione del Bif&st a Bari. È stato distribuito nei cinema a partire dal 13 aprile 2023.

## Accoglienza

### Incassi
Il film è stato distribuito in 311 sale aprendo con un incasso di 357 000 euro. In totale ha raggiunto una cifra pari a 1 200 000 euro.

### Critica
Il film ha ricevuto critiche positive da parte di alcune riviste specializzate. Dario Boldini di Sentieri selvaggi lo descrive come «uno spartito ben scritto, ben recitato; un insieme armonico di piccole scordature. A tratti grezzo e sentimentalista, ma bravo a bilanciare i toni». Flavio Natalia di Ciak lo ha definito «uno dei migliori film italiani della stagione». Più tiepido il gradimento da parte di Miriam Raccosta della Rivista del cinematografo: «il film certo non manca di momenti ilari, ma sembra rimanere bloccato tra il voler essere brillante, spiritoso e il volersi inserire in un genere più intimista e poetico, di assai ardua attuazione. Carino». Alessio Cossu di Ondacinema ha apprezzato il film per il suo approccio ai temi della lotta armata e della questione meridionale, oltre ai flashback che garantiscono «una visione tutt’altro che soporifera della pellicola» e ha esaltato la performance di Papaleo per il suo «personaggio riuscito, credibile e le cui azioni sono perfettamente in linea con il suo mugugnante universo interiore»; tuttavia, ha espresso alcune perplessità su «un montaggio non sempre intuitivo e una sceneggiatura a tratti arzigogolata».

## Colonna sonora
È stata pubblicata su piattaforme digitali il 14 aprile 2023. Contiene la canzone originale Tu sei una parte di me, scritta e interpretata da Giorgia e Papaleo. Il brano Due cose è stato eseguito con Giulia Luzi alla voce. Autore della colonna sonora è Michele Braga, eccetto dove indicato:
1. Scordato
2. Paese natio
3. Due cose (Michele Braga, Giulia Liuzi)
4. Capitale della cultura
5. Perquisizione in albergo
6. Murales
7. Viaggio verso Lauria
8. Orlando
9. Arresto di Rocchino / Rosanna
10. Filadelfia (Arturo Valiante)
11. Tu sei una parte di me (Giorgia, Rocco Papaleo)

## Riconoscimenti
- 2023 - Nastro d'argento
  - Candidatura alla migliore attrice in un film commedia a Giorgia
- 2023 - Ciak d'oro[13]
  - Candidatura al miglior film commedia
  - Candidatura alla rivelazione dell'anno a Giorgia
  - Candidatura alla miglior canzone originale per Tu sei una parte di me
- 2023 - Umbria Cinema Festival[14]
  - Miglior esordio a Giorgia